# Bustaleguín
Bustaleguín es una localidad del municipio cántabro de San Pedro del Romeral, en España. En el año 2024 tenía una población de 21 habitantes. Se encuentra a 650 m s. n. m., en la parte oriental del municipio. Dista 3,5 kilómetros de la capital municipal. En el Diccionario Madoz aparece escrito como Bustalegily se considera un cabañal, más que como un barrio o aldea, como era típico de la comarca pasiega. En el siglo XIX estaba formado por 26 cabañas con sus prados cerrados en anillo, habitadas durante las estaciones de otoño e invierno por ocho vecinos, que por la poca fertilidad del terreno se gabana la vida dedicándose al comercio en otros lugares. Junto al cabañal hay un monte con el mismo nombre.